# Mertert
Mertert (luxemburgués, Mäertert) es un municipio y ciudad en Luxemburgo oriental, en la frontera com Alemania. Es parte del cantón de Grevenmacher, que forma parte del distrito de Grevenmacher. El municipio está formado por las localidades de Mertert y Wasserbillig. Mertert tienbe un puerto fluvial en el río Mosela, el más grande Luxemburgo. El centro administrativo del municipio está en Wasserbillig.
La ciudad de Mertert, que queda en la parte sur del municipio, tiene una población de 1.101 habitantes (2005).  
- Wikimedia Commons alberga una categoría multimedia sobre Mertert.

- Datos: Q985387
- Multimedia: Mertert / Q985387